# The Swing Billies
The Swing Billies war eine US-amerikanische Countryband. Die Swing Billies gingen aus den North Carolina Ramblers, der Begleitband Charlie Pooles, hervor.

## Karriere
Nach Charlie Pooles frühem Tod 1931 formierte Pooles Sohn Charlie Poole, Jr, (* als Charlie Dunk) die North Carolina Ramblers neu. Schon vorher hatten Roy Harvey und Posey Rorer die Gruppe eine Zeit lang weitergeführt. Zusammen mit verschiedenen Musikern gründete er die North Carolina Ramblers, die sich bald darauf, in Anlehnung an ihren vom Jazz beeinflussten Sound, in The Swing Billies umbenannte. Erste Auftritte hatte die Gruppe im Programm des Radiosenders WPTF in Raleigh North Carolina. Am Nachmittag des 6. August 1937 nahmen die Swing Billies im Charlotte Hotel in Charlotte, North Carolina, zehn Stücke auf, darunter einige Titel von Pooles Vater. An die Erfolge der North Carolina Ramblers konnte man jedoch nicht anschließen. Die Songs wurden auf dem Bluebird Label, einem Sublabel der RCA Victor Record Company, veröffentlicht. 1938 brach die Band jedoch wieder auseinander.
Charlie Poole Jr. meldete sich während des Krieges freiwillig zur Armee und kämpfte in Italien. Bei einem Kampf zwischen ihm und einem deutschen Soldaten wurde Poole an der Kehle schwer verletzt, überlebte aber. Durch die schwerwiegenden Verletzungen war es ihm aber nicht mehr möglich zu singen.

## Diskographie
| Jahr             | Titel                                                                          | Anmerkungen |
| ---------------- | ------------------------------------------------------------------------------ | ----------- |
| Bluebird Records |                                                                                |             |
| 1937             | Leavin’ Home / From Buffalo to Washington [White House Blues]                  |             |
| 1937             | Moonshine in the North Carolina Hills / If You’re Sorry, Say That You’re Sorry |             |
| 1938             | Melancholy Baby / Everyday Away from You Sweetheart                            |             |
| 1938             | Somebody Loves You Yet / Crazy Yodelin’ Blues                                  |             |
| 1938             | I Can’t Give You Anything but Love / St. Louis Blues (instrumental)            |             |